# M vs M 下半場及M vs M 總決賽
《M VS M 下半場及M VS M 總決賽》是香港天后楊千嬅於新藝寶唱片推出的第二張個人粵語EP，於2002年6月1日推出，是《M VS M 上半場》的續集。繼2000年的Play It Loud, Kiss Me Soft大玩雙粵語EP後，2002年上半年隨即推出第二張概念雙粵語EP。無論由宣傳手法，包裝，直到歌曲安排都是打破了傳統的CD，甚至打破了送大量贈品及VCD的框框。全碟分上下半場可說是唱片界的先河，上半場於4月推出，下半場則於6月推出。當中，同名歌曲「楊千嬅」是Eric Kowk和林夕送給楊千嬅的生日禮物，更破天荒推出了《M VS M 上半場》所收錄的再生Remix和《M VS M 下半場》所收錄的更生Remix，並用兩部唱機同時播放會有特別效果的變身Remix，即是要集齊雙粵語EP才能夠聽到完整的《楊千嬅》（變身Remix）及額外獲得一張《M VS M 總決賽》粵語EP。最終慢歌粵語EP《M VS M 上半場》及快歌粵語EP《M VS M 下半場》共獲得八白金唱片銷量，口碑及銷量甚佳。
上張專輯M VS M 上半場大部分都以慢歌為主。而這張專輯則刻意加了不少的快歌為8月的《楊千嬅萬紫千紅演唱會2002》鋪路。當中，「滿漢全席」是伍樂城的作品，開頭無伴奏的哼唱令人印象深刻。梁翹柏則寫了爵士味較重的「適量運動與均衡飲食」。蔡德才的「還未夠快」則是90年的跳舞風格，伍樂城的「慳D」為電影《慳錢家族》主題曲。慢歌方面，則打破了傳統"楊千嬅"式的慢歌風格。錢文璟與楊千嬅合作了抒情搖滾的「慢熱...北海道夏」。「學習街童」是楊千嬅首次與雷頌德合作作曲，搖滾味道比「慢熱...北海道夏」加重。固有班底伍樂城則寫了「Mr.」，是一貫的大路情歌，為電影《慳錢家族》插曲。Barry Chung則寫了中板歌「談談情、探探聽」，亦是無綫電視劇《情事緝私檔案》的主題曲。
值得一提的是，在總決賽的三首歌中，均用了「野孩子」的旋律去分解成「向左走」及「向右走」，而「向左走向右走」是三部曲中的第二部曲，亦成為楊千嬅的經典金曲之一。

## 曲目
M VS M 下半場
| 曲序     | 曲目               |          | 作曲                      | 编曲        | 製作人         | 备注                             | 时长  |
| -------- | ------------------ | -------- | ------------------------- | ----------- | -------------- | -------------------------------- | ----- |
| 1.       | 滿漢全席           | 林夕     | 伍樂城                    | 伍樂城      | 伍樂城         |                                  | 3:31  |
| 2.       | 適量運動與均衡飲食 | 何秀萍   | 梁翹柏                    | 梁翹柏      | 梁翹柏 蔡德才  |                                  | 3:52  |
| 3.       | 還未夠快           | 逸堯     | 蔡德才                    | 蔡德才      | 蔡德才         |                                  | 4:38  |
| 4.       | 慢．熱……北海道夏   | 何秀萍   | 錢文璟                    | 徐千秀      | 逸堯 蔡德才    |                                  | 4:41  |
| 5.       | 談談情、探探聽     | 逸堯     | Barry Chung               | Barry Chung | 逸堯 蔡德才    | 無綫電視劇《情事緝私檔案》主題曲 | 4:51  |
| 6.       | Mr.                | 黃偉文   | 伍樂城                    | 伍樂城      | 伍樂城         | 電影《慳錢家族》插曲             | 3:27  |
| 7.       | 學習街童           | 謝茜嘉   | Thousand（楊千嬅） 雷頌德 | 雷頌德      | 雷頌德         | 903饑饉三十主題曲                | 5:06  |
| 8.       | 楊千嬅（更生版）   | 林夕     | Eric Kwok                 | Eric Kwok   | Eric Kwok 逸堯 |                                  | 3:27  |
| 9.       | 慳D                | 林夕     | 伍樂城                    | 伍樂城      | 伍樂城         | 電影《慳錢家族》主題曲           | 3:08  |
| 总时长： | 总时长：           | 总时长： | 总时长：                  | 总时长：    | 总时长：       | 总时长：                         | 36:45 |

M VS M 總決賽
| 曲序     | 曲目         |          | 作曲     | 编曲     | 製作人   | 时长  |
| -------- | ------------ | -------- | -------- | -------- | -------- | ----- |
| 1.       | 向左走       | 林夕     | 雷頌德   | 雷頌德   | 雷頌德   | 3:54  |
| 2.       | 向左走向右走 | 林夕     | 雷頌德   | 雷頌德   | 雷頌德   | 4:01  |
| 3.       | 向右走       | 林夕     | 雷頌德   | 雷頌德   | 雷頌德   | 3:33  |
| 总时长： | 总时长：     | 总时长： | 总时长： | 总时长： | 总时长： | 11:29 |

## 流行榜與獎項
| 歌曲         | 最高位置    | 最高位置       | 最高位置   | 最高位置 | 獎項 |
| 歌曲         | 903專業推介 | 中文歌曲龍虎榜 | 勁爆本地榜 | 勁歌金榜 | 獎項 |
| ------------ | ----------- | -------------- | ---------- | -------- | ---- |
| 向左走向右走 | 5           | 3              | 2          | 3        | --   |
| MR.          | 5           | --             | --         | --       | --   |